# Coloratura

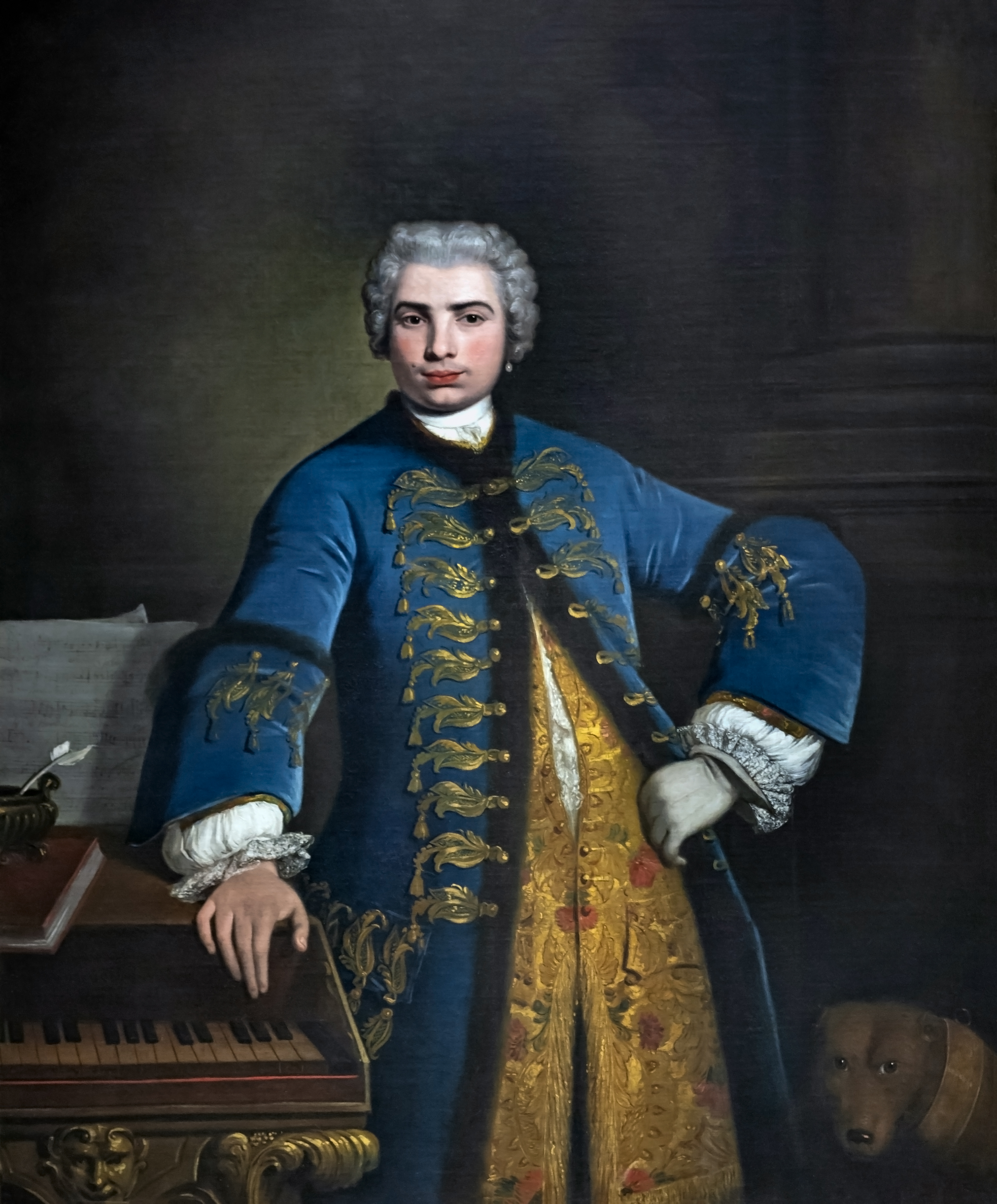
Farinelli, castrato conegut per interpretar papers coloratura.

Coloratura, de l'italià colorare (colorejar; intensificar; animar), és la capacitat de la veu lírica d'executar successions de notes ràpides de vegades de forma melismàtica. Ha de poder realitzar-la qualsevol tipus de veu, però normalment s'escriuen per a soprano i tenor, que són les que més agilitat tenen per naturalesa.
El significat musicològic de coloratura s'aplica específicament a l'elaborada i florida ornamentació en la música vocal del Classicisme (segle xviii) i del Romanticisme musical (més específicament al bel canto). Tot i això, la música antiga dels segles xv, xvi i XVII ja incloïa un ampli repertori que requeria la tècnica de coloratura. Per exemple, les àries de lluïment de l'òpera barroca posseïen una cadència especialment destinada a la improvisació. La coloratura va ser definida per primera vegada en diccionaris musicals no italians, com les obres de Michael Praetorius a Syntagma Musicum (1618), Sébastien de Brossard al seu Dictionnaire de musique (1703) i Johann Gottfried Walther al seu Musicalisches Lexicon (1732). Malgrat que deriva de colorare o colorazione, la coloratura no suposa cap canvi del color tonal de la veu amb intenció expressiva.

## Tipus de veu
Per extensió, s'aplica el terme coloratura a certs tipus de veus que dominen la tècnica - per exemple la soprano de coloratura, que pot tipificar-se pel famós personatge de la Reina de la Nit de La flauta màgica de Mozart. Aquest tipus de soprano disposa d'un ampli rang vocal i pot executar amb facilitat un estil de cant que inclou elaborades ornamentacions i agilitats, incloent-hi passatges ràpids i refilades. Cantants amb altre tipus de veu poden tenir dots per a la tècnica de coloratura, però quan es descriu una veu com de coloratura, sense més afegits, hom es refereix a una soprano. Richard Miller distingeix dos tipus de soprano de coloratura (coloratura i coloratura dramàtica) així com la mezzosoprano de coloratura, i tot i que no recull la contralt de coloratura, cita papers que requereixen l'ús de la tècnica de coloratura en una contralt. Als més famosos tractats italians de cant (Caccini, 1601/2; Tosi, 1723; Mancini, 1774; García, 1841), mai no es va emprar el terme coloratura

## Repertori
Entre les parts de coloratura més famoses de la història de la música cal esmentar
- Al·leluia (de l'Exsultate, jubilate) de Mozart, que pot ser arranjat per ser interpretat per una contralt, una mezzosoprano o una soprano, tot i que va ser composta per a castrato.
- L'ària Every Valley Shall de El Messies de Handel. Un exemple de peça de coloratura per a tenor.
- L'ària de la follia de Lucia di Lammermoor de Gaetano Donizetti
- La part del personatge Osmin, a El rapte en el serrall, de Mozart, un exemple de coloratura per a baix
- L'ària de Zerbinetta a Ariadne auf Naxos de Richard Strauss, un exemple de coloratura en una obra del segle xx